# 朱塞佩·坎帕里

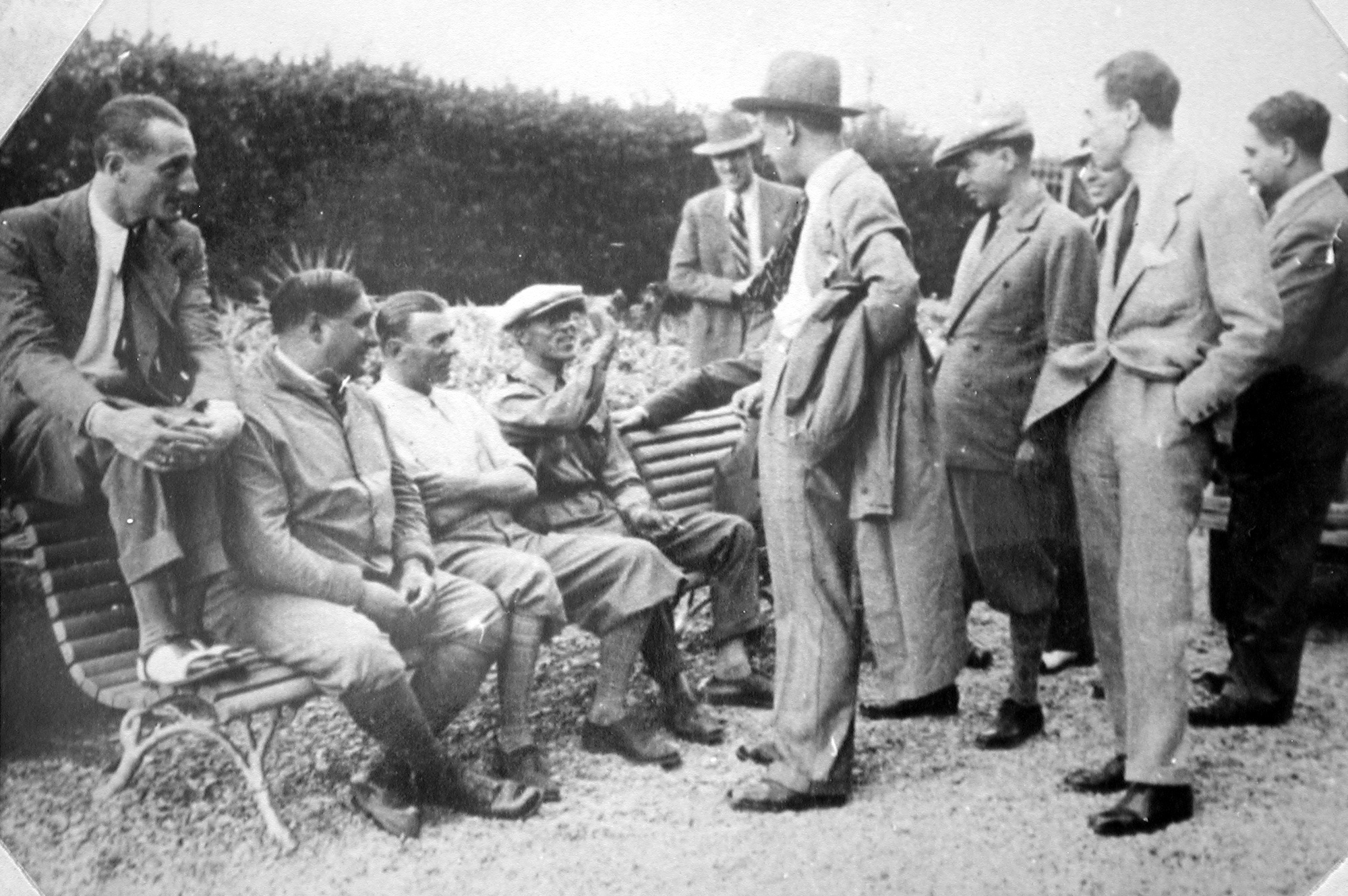
朱塞佩·坎帕里（左数第二个）与阿基莱·瓦尔齐（第3个）和塔齐奥·努沃拉里（第4个）

朱塞佩·坎帕里（義大利語：Giuseppe Campari）是一名意大利歌剧演员和大奖赛赛车手。 曾获得过1920年和1921年穆杰洛赛冠军，1927年、1928年和1931年阿切尔博杯冠军，1924年和1933年法国大奖赛冠军，1931年意大利大奖赛冠军以及1928年和1929年一千英里赛冠军。
在1933年9月10日的蒙扎大奖赛中，领跑的坎帕里在急弯因泄漏的燃油而打滑，撞车并当场丧生。